# Agathotoma finitima
Agathotoma finitima é uma espécie de gastrópode da família Conidae.